# Atherimorpha
Atherimorpha är ett släkte av tvåvingar. Atherimorpha ingår i familjen snäppflugor.

## Dottertaxa tillAtherimorpha, i alfabetisk ordning[1]
- Atherimorpha agathae
- Atherimorpha albipennis
- Atherimorpha albohirta
- Atherimorpha alisae
- Atherimorpha angustifrons
- Atherimorpha atrifemur
- Atherimorpha bevisi
- Atherimorpha claripennis
- Atherimorpha commoni
- Atherimorpha corpulenta
- Atherimorpha crassitibia
- Atherimorpha edgari
- Atherimorpha edwardsi
- Atherimorpha flavicorpus
- Atherimorpha flavofasciata
- Atherimorpha flavolateralis
- Atherimorpha fulva
- Atherimorpha fusca
- Atherimorpha fuscicoxa
- Atherimorpha gracilipennis
- Atherimorpha grisea
- Atherimorpha hirtula
- Atherimorpha imitans
- Atherimorpha infuscata
- Atherimorpha irwini
- Atherimorpha lamasi
- Atherimorpha latipennis
- Atherimorpha longicornu
- Atherimorpha mcalpinei
- Atherimorpha mensaemontis
- Atherimorpha montana
- Atherimorpha nemoralis
- Atherimorpha norrisi
- Atherimorpha occidens
- Atherimorpha ornata
- Atherimorpha praefica
- Atherimorpha pusilla
- Atherimorpha rieki
- Atherimorpha scutellaris
- Atherimorpha setosiradiata
- Atherimorpha stuckenbergi
- Atherimorpha tonnoiri
- Atherimorpha triangularis
- Atherimorpha uptoni
- Atherimorpha vernalis
- Atherimorpha victoriana
- Atherimorpha villosissima